# Charaxes pondoensis
Charaxes pondoensis är en fjärilsart som beskrevs av Van Someren 1967. Charaxes pondoensis ingår i släktet Charaxes och familjen praktfjärilar. Inga underarter finns listade i Catalogue of Life.